# Swiss Indoors Basel 2017 - Qualificazioni singolare
Le qualificazioni del singolare dello Swiss Indoors Basel 2017 sono state un torneo di tennis preliminare per accedere alla fase finale della manifestazione. I vincitori dell'ultimo turno sono entrati di diritto nel tabellone principale. In caso di ritiro di uno o più giocatori aventi diritto a questi sono subentrati i lucky loser, ossia i giocatori che hanno perso nell'ultimo turno ma che avevano una classifica più alta rispetto agli altri partecipanti che avevano comunque perso nel turno finale.

## Teste di serie
1. Denis Istomin (primo turno)
2. Florian Mayer (ultimo turno, Lucky loser)
3. Peter Gojowczyk (qualificato)
4. Michail Kukuškin (qualificato)

1. Julien Benneteau (qualificato)
2. Márton Fucsovics (qualificato)
3. Vasek Pospisil (ultimo turno, Lucky loser)
4. Nicolas Mahut (ultimo turno)

## Qualificati
1. Julien Benneteau
2. Márton Fucsovics

1. Peter Gojowczyk
2. Michail Kukuškin

### Lucky loser
1. Vasek Pospisil

1. Florian Mayer

## Tabellone

### Legenda
| - Q = Qualificato - WC = Wild card - LL = Lucky loser | - ALT = Alternate - SE = Special Exempt - PR = Protected Ranking | - w/o = Walkover - r = Ritirato - d = Squalificato |

### Sezione 1
|  | Primo turno | Primo turno           | Primo turno           | Primo turno | Primo turno |  |  | Ultimo turno | Ultimo turno      | Ultimo turno      | Ultimo turno | Ultimo turno |  |
|  |             |                       |                       |             |             |  |  |              |                   |                   |              |              |  |
|  | 1           | Denis Istomin         | Denis Istomin         | 65          | 1           |  |  |              |                   |                   |              |              |  |
|  |             | Marcel Granollers     | Marcel Granollers     | 7           | 6           |  |  |              | Marcel Granollers | Marcel Granollers | 4            | 4            |  |
|  |             | Félix Auger-Aliassime | Félix Auger-Aliassime | 4           | 3           |  |  | 5            | Julien Benneteau  | Julien Benneteau  | 6            | 6            |  |
|  | 5           | Julien Benneteau      | Julien Benneteau      | 6           | 6           |  |  |              |                   |                   |              |              |  |

### Sezione 2
|  | Primo turno | Primo turno      | Primo turno      | Primo turno | Primo turno |  |  | Ultimo turno | Ultimo turno     | Ultimo turno     | Ultimo turno | Ultimo turno |  |
|  |             |                  |                  |             |             |  |  |              |                  |                  |              |              |  |
|  | 2           | Florian Mayer    | Florian Mayer    | 6           | 7           |  |  |              |                  |                  |              |              |  |
|  |             | Ernesto Escobedo | Ernesto Escobedo | 4           | 5           |  |  | 2            | Florian Mayer    | Florian Mayer    | 4            | 4            |  |
|  | Alt         | Franko Škugor    | 7                | 4           | 4           |  |  | 6            | Márton Fucsovics | Márton Fucsovics | 6            | 6            |  |
|  | 6           | Márton Fucsovics | 65               | 6           | 6           |  |  |              |                  |                  |              |              |  |

### Sezione 3
|  | Primo turno | Primo turno        | Primo turno        | Primo turno | Primo turno |  |  | Ultimo turno | Ultimo turno    | Ultimo turno    | Ultimo turno | Ultimo turno |  |
|  |             |                    |                    |             |             |  |  |              |                 |                 |              |              |  |
|  | 3           | Peter Gojowczyk    | 63                 | 7           | 6           |  |  |              |                 |                 |              |              |  |
|  | WC          | Paul-Henri Mathieu | 7                  | 5           | 4           |  |  | 3            | Peter Gojowczyk | Peter Gojowczyk | 6            | 6            |  |
|  | WC          | Marc-Andrea Hüsler | Marc-Andrea Hüsler | 5           | 1           |  |  | 8            | Nicolas Mahut   | Nicolas Mahut   | 1            | 3            |  |
|  | 8           | Nicolas Mahut      | Nicolas Mahut      | 7           | 6           |  |  |              |                 |                 |              |              |  |

### Sezione 4
|  | Primo turno | Primo turno       | Primo turno       | Primo turno | Primo turno |  |  | Ultimo turno | Ultimo turno     | Ultimo turno     | Ultimo turno | Ultimo turno |  |
|  |             |                   |                   |             |             |  |  |              |                  |                  |              |              |  |
|  | 4           | Michail Kukuškin  | Michail Kukuškin  | 7           | 6           |  |  |              |                  |                  |              |              |  |
|  | WC          | Adrian Bodmer     | Adrian Bodmer     | 5           | 3           |  |  | 4            | Michail Kukuškin | Michail Kukuškin | 6            | 6            |  |
|  |             | Kenny de Schepper | Kenny de Schepper | 63          | 4           |  |  | 7            | Vasek Pospisil   | Vasek Pospisil   | 4            | 4            |  |
|  | 7           | Vasek Pospisil    | Vasek Pospisil    | 7           | 6           |  |  |              |                  |                  |              |              |  |